# 원병오
원병오(元炳旿, 1929년 5월 19일~2020년 4월 9일)는 대한민국의 조류학자이다.

## 생애
경기도 개성에서, 해방 이전 한국 유일의 조류연구가였던 원홍구의 4남 2녀 중 막내로 태어났다.
그가 조류학을 공부하게 된 것은 어릴 때 아버지를 따라 산과 들로 새를 쫓아다닌 경험 덕이었다. 1948년 김일성대학 농학부 축산과에 입학하였고, 단과대학으로 분리가 된 원산농업대학을 다니디 1950년 한국전쟁이 일어나자 월남하였다. 전쟁 기간 육군 포병장교로 참전하였으며, 중위 때 당시 3군단 포병단장이었던 박정희 대령(후에 대통령)의 전속부관을 지냈다. 전역 후 경희대학교 생물학과를 거쳐 1961년, 일본 홋카이도 대학교에서 박사학위를 받았다.
부친 원홍구와는 한국전쟁 이후로 연락이 끊겼다가, 1965년 자신이 인식표를 달은 북방쇠찌르레기를 북쪽의 아버지가 발견한 것을 계기로 일본 조류학자를 통해 서로의 생사를 확인할 수 있었다. 이듬해인 1966년 원병오는 옥스퍼드에서 열린 14회 국제 조류학회(XIV International Ornithological Congress)에서 폴란드의 조류학자 얀 피노프스키에게 아버지의 소식을 듣고 ‘아버지를 직접 만난 사람의 이야기를 16년만에 처음 들었다’고 말했다고 한다. 그는 소련의 조류학자 레오니드 포르텐코의 도움으로 우편 검열을 피해 인편으로 부친에게 편지와 사진을 보냈다. 하지만 분단 때문에 둘이 직접 만나는 일은 성사되지 못했고, 2002년에야 그는 개성에 있는 아버지의 묘에 성묘할 수 있었다. 이 부자의 이야기는 1984년 엔도 기미오의 책 《아리랑의 파랑새(アリランの青い鳥)》로 출판되었고, 1992년에는 북일합작영화 《새(バード)》로 영화화되었다.
미국 예일대학 대학원의 특별연구원(Post-doctorate fellow), 경희대 문리대학장 및 교육대학원장, 경희대 부설 한국조류연구소장 및 자연사박물관장, 산림청 임업연구원, 문화관광부 문화재위원, 국제조류보호회의 본부 간사 및 한국본부장을 거쳐 아시아지역 회장, 국제자연보호연맹(IUCN) 종족보존위원회(SSC) 위원(현재) 및 생태위원회 위원을 역임했다.
1994년 경희대학교에서 정년퇴임할 때까지 학술논문 150여 편과 학술서 18권을 냈다. 50여 종의 새로운 조류종을 발견했고, 이동실태나 계절적 분포를 새로 밝혀낸 것이 100여 종이나 된다. 국내 조류학계를 이끄는 학자들 대부분이 그의 제자들. 부자의 인연을 이어준 철새를 위해 한국과 러시아의 철새보호협정을 이끌어내기도 했다.
경희대학교 명예교수, 한국조수보호협회 회장, 국제환경과학연구소 이사장, 국제조류학회(IOC) 이사를 역임했다.

## 가족 관계
- 아버지 : 원홍구 (1888년 ~ 1970년 10월)
- 장남 : 원창덕 (1960년 ~ )
  - 며느리 : 송민영
- 장녀 : 원영미
  - 사위 : 최종서
- 차녀 : 원영선
  - 사위 : 김동건